# Az-Zubajr
Az-Zubajr (arab. الزبير) – miasto w Iraku, w muhafazie Al-Basra. Liczy 95 056 mieszkańców.